# Antoine Dorsanne
Antoine Dorsanne, parfois écrit d'Orsanne, né en 1663 ou 1664 à Issoudun, mort le 13 novembre 1728 à Paris, est un prêtre janséniste français, docteur de Sorbonne, grand vicaire de Paris. Il est secrétaire du conseil de Conscience de 1715 à 1718. Homme de confiance du cardinal de Noailles, il exerce une grande influence sur celui-ci dans la résistance à la bulle Unigenitus. Son Journal fait découvrir les intrigues ayant opposé promoteurs, défenseurs et adversaires de cette bulle.

## Biographie

### Jeunesse et formation
Issu d'une famille noble du Berry, il naît à Issoudun en 1663 ou 1664. Son père est Jacques Dorsanne, seigneur de Coulon et de Montlevicq, lieutenant général du bailliage d'Issoudun,. Antoine a deux frères : Claude, qui va devenir lieutenant général à Issoudun, et Pierre, qui sera capitaine au régiment Dauphin Infanterie et qui mourra en 1705. Par la suite, le nom de la famille s'écrira plus volontiers D'Orsanne.
Antoine étudie à Paris. En licence, il a pour condisciple Gaston de Noailles, frère de Louis-Antoine, le futur cardinal. C'est ainsi qu'il fait la connaissance de ce dernier. Il devient prêtre. Il est reçu docteur en Sorbonne.

### Carrière ecclésiastique

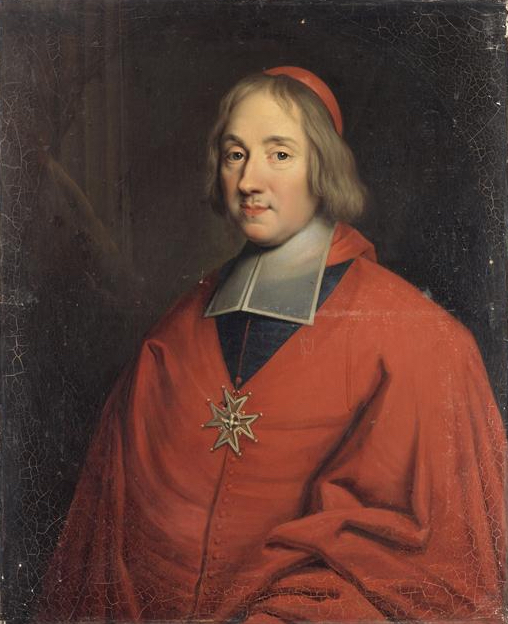
Louis-Antoine de Noailles, nommé archevêque de Paris en 1695, créé cardinal en 1700.

Louis-Antoine de Noailles est évêque de Châlons de 1680 à 1695. Il fait venir l'abbé Dorsanne auprès de lui pour remplir les fonctions de grand vicaire, de chantre et d'official. En 1695, Noailles est nommé archevêque de Paris. Il prend Dorsanne pour commensal, confident et conseiller, et le fait chanoine de Notre-Dame de Paris. En 1705, Dorsanne devient supérieur de la maison des Enfants-trouvés. Il est ensuite archidiacre de Josas, puis, en 1707, official de Paris, puis grand chantre et grand vicaire. Dorsanne s'acquitte avec conscience de toutes ces fonctions. Il a des connaissances en droit canon, ses jugements à l'officialité ne sont jamais réformés et, en tant que grand chantre, il prend soin des écoles paroissiales. En 1710, il est chargé avec l'avocat Pierre Lemerre de travailler aux Mémoires du clergé de France.

### Les troubles de la bulleUnigenitus
En 1713, Clément XI fulmine la bulle (ou constitution) Unigenitus, dont les effets vont être contraires à ceux recherchés. Réveillant les « furieuses querelles politiques et théologiques » du XVIIe siècle, elle redonne vigueur au jansénisme moribond et déclenche une crise majeure qui va secouer la société française pendant plus d'un demi-siècle. Dorsanne, janséniste, joue un rôle important dans ces violentes disputes. Il semble avoir inspiré les mesures prises par Noailles à l'encontre des jésuites et de la bulle,,. En janvier 1714, Noailles refuse de signer l'acte d'acceptation de la bulle. En février, il est chassé de la cour.
À la mort de Louis XIV en 1715, le cardinal de Noailles devient chef du conseil de Conscience. Il le reste jusqu'en 1718. Durant la même période, Dorsanne est le secrétaire de ce conseil.
Le cardinal de Noailles l'emploie beaucoup dans les négociations avec la cour de France, et avec Rome, où il l'envoie plusieurs fois en mission. Dorsanne est ainsi en contact avec de hauts personnages. Il gagne la confiance du futur cardinal de Fleury et celle du chancelier d'Aguesseau.
En 1717, quatre évêques — les quatre premiers « appelants » — déposent en Sorbonne un appel de la bulle à un concile général. En mars 1720, un accommodement tente de mettre fin aux troubles. Certains prélats le signent. Mais, en septembre, les quatre évêques rejettent l'accommodement et renouvellent leur appel. Dorsanne, bien qu'opposé à l'accommodement, ne renouvelle pas son appel.
En 1723, il est déféré à l'Assemblée du clergé. On ignore ce qui lui est reproché : une négligence dans son travail sur les Mémoires du clergé de France ? son investissement dans les querelles au sujet de la bulle ? Toujours est-il qu'il met fin à sa collaboration avec Lemerre.

### Dernier combat et mort
En 1728, il s'emploie vainement à détourner Noailles de se soumettre aux décisions du pape. Le 11 octobre, le cardinal adhère purement et simplement à la bulle. Déçu par sa perte de crédit, très malade, Dorsanne se retire à l'hospice des Incurables. Il y meurt peu après, le 13 novembre 1728. Saint-Simon trouve sa mort suspecte : « Il mourut d'une manière fort prompte et fort singulière, qui ne fit pas honneur dans l'opinion publique à messieurs de la Constitution. » Dorsanne lègue une somme de 164 000 livres à l'abbé d'Eaubonne, qui l'emploie peut-être à soutenir l'hebdomadaire janséniste Nouvelles ecclésiastiques.

## Portrait
L'abbé Le Gendre porte sur Dorsanne un jugement sévère : « Homme plein de lui et sans raison, […] homme faux, sans entrailles, faisant le mal avec plaisir, le bien à regret, passionné janséniste et bien plus propre à aigrir qu'à calmer le prélat. »
Saint-Simon, qui a de la sympathie pour les jansénistes, évoque la nomination de Dorsanne comme secrétaire du conseil de Conscience : « C'était un saint prêtre et fort instruit, qui dans la place d'official de Paris avait mérité l'estime et l'approbation publique. Il s'acquitta très dignement de cet emploi, et fut toujours semblable à soi-même. Il n'était pas favorable à la Constitution. Ses ennemis prétendirent que le cardinal de Noailles puisait dans ses lumières, et que Dorsanne le retenait dans sa fermeté. »

## Publications
- En 1716, Dorsanne commence à publier avec Pierre Le Merre le Recueil des actes, titres et mémoires concernant les affaires du clergé de France[1],[19].
- En tant que grand chantre, Dorsanne est responsable des petites écoles[1]. Il rédige les Anciens statuts, ordonnances et règlements des petites écoles de lecture, écriture, arithmétique et grammaire, Paris, Thiboust, 1747[20].
- Il laisse un journal concernant la période 1711-octobre 1728. L'édition exacte n'en est faite qu'en 1753 par Pierre Leclerc, sous-diacre du diocèse de Rouen, retiré en Hollande[21] : Journal de M. l'abbé Dorsanne […] contenant ce qui s'est passé à Rome et en France dans l'affaire de la constitution Unigenitus, avec des anecdotes très intéressantes pour connaître les intrigues et le caractère de ceux qui ont demandé et soutenu ladite constitution, aussi bien que tous ceux qui y ont eu part, Rome [en réalité Amsterdam], aux dépens de la Société, 1753[22]. Le jésuite Pierre-Joseph de Clorivière souligne la partialité de ce livre[21] (Lire en ligne : tome 1, tome 2, tome 3, tome 4 , tome 5 & tome 6 = Supplément.)
- Bien avant l'édition de Leclerc, le journal de Dorsanne est remanié par l'érudit Joseph-François Bourgoing de Villefore, et devient les Anecdotes ou Mémoires secrets sur la constitution Unigenitus, Utrecht, Le Febvre, 1731[23]. Trois ans plus tard, le jésuite Pierre-François Lafitau, évêque de Sisteron, critique ce livre dans Réfutation des Anecdotes[24]. Selon Roger Limouzin-Lamothe, Lafitau se montre moins partial que Villefore[1].